# Maja Karlsson
Maja Kristina Karlsson (i vissa sammanhang Carlsson), född 12 februari 1981 i Rogsta församling, Gävleborgs län, död 28 juli 2023 i Hudiksvall, var en svensk skådespelare, aktiv inom Glada Hudik-teatern. Hon hade Downs syndrom.
Karlsson gjorde rollen som Kristina i filmerna Hur många lingon finns det i världen? och Hur många kramar finns det i världen? tillsammans med flera andra från Glada Hudikteatern.

## Filmografi
- 2011 – Hur många lingon finns det i världen?
- 2013 – Hur många kramar finns det i världen?